# Musée national du mémorial aux victimes du Holodomor
Le musée national du mémorial aux victimes du Holodomor (en ukrainien : Національний музей «Меморіал жертв Голодомору»), anciennement connu sous le nom de mémorial en commémoration des victimes de famines en Ukraine , est un musée national et un centre de classe mondiale consacré aux victimes de l'Holodomor, famine qui toucha l'Ukraine (RSS d'Ukraine) en 1932-1933, dans le cadre des famines soviétiques qui impactèrent l'URSS. Le musée a ouvert ses portes le jour du 75e anniversaire du Holodomor en 2008 et a obtenu le statut d'un musée national en 2010. Le musée est situé sur une colline sur la rive droite du Dniepr à Kiev. À côté se trouve le monastère, la laure des Grottes de Kiev.

## Histoire
Le 28 novembre 2006, le parlement ukrainien a voté pour reconnaître le Holodomor, la famine dévastatrice qui a eu lieu au début des années 1930 dans l'ex-république socialiste soviétique d'Ukraine, comme un acte délibéré de génocide contre les Ukrainiens. Le projet de loi a été promulgué par le président Viktor Iouchtchenko et comprenait des fonds pour les activités commémoratives et de recherche, et la construction de monuments pour honorer les victimes et préserver la mémoire de cette tragédie pour les générations futures.
Le mémorial a été érigé en 2008, accueillant ses premiers visiteurs le 22 novembre de la même année. La cérémonie de l'ouverture du mémorial eut lieu pour le 75e anniversaire du Holodomor.
Le 8 juillet 2009, le Conseil des ministres de l'Ukraine a signé un décret qui en fit un musée d'État, « Le Mémorial en commémoration des victimes de famines en Ukraine ». Le musée a subséquemment acquis le statut de musée national le 18 février 2010.

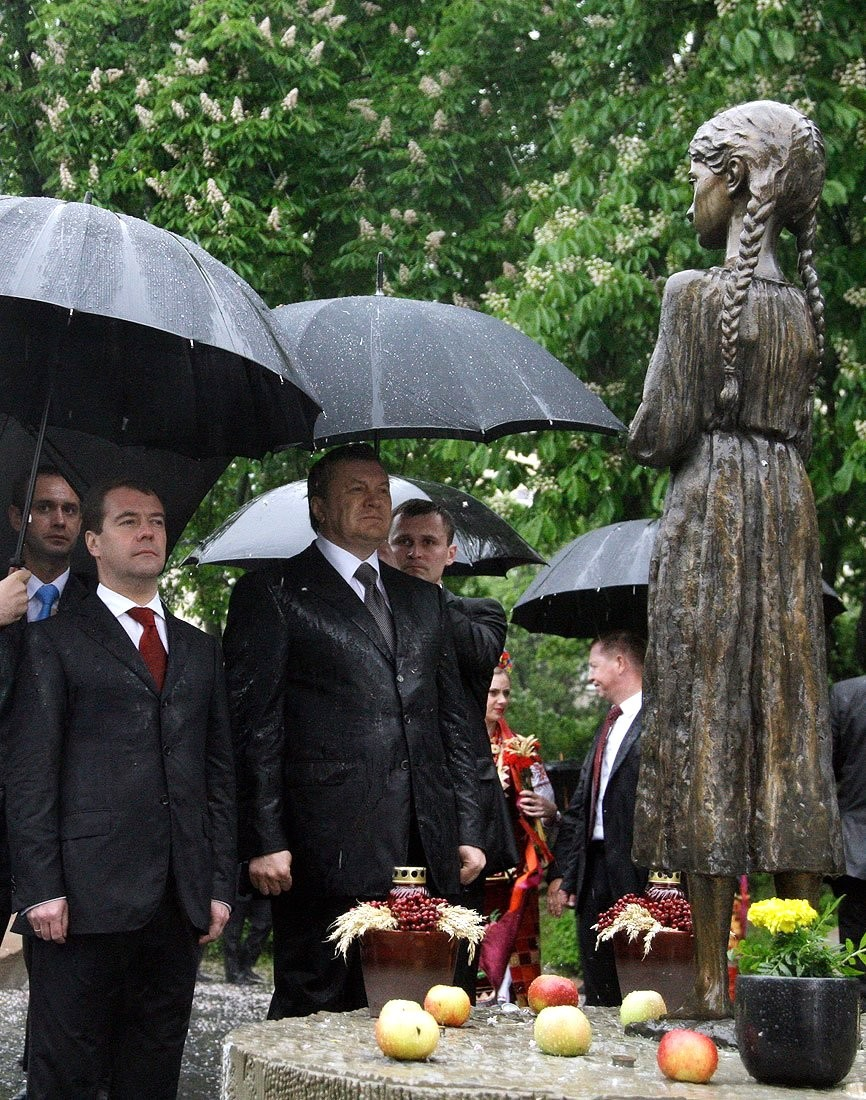
Dmitry Medvedev devant la statue Amer souvenir d'enfance en 2010.

À partir de cette date, le musée a été inclus dans le programme officiel de visites en Ukraine par les chefs d'État, de délégations et des fonctionnaires étrangers.
Le 31 juillet 2015, le ministère de la Culture ukrainien rebaptisa le musée afin de refléter le singulier exemple de la famine-génocide connu sous le nom Holodomor. Auparavant, le musée qui présente le récit de trois famines – la famine de 1921-1922, la famine de 1931-1933 et la famine de 1946-1947 – utilisait le terme «Holodomor» au pluriel. Le pluriel a été supprimé afin de désigner la famine de 1932-1933 comme étant exclusivement considérée comme génocidaire, bien que la question du génocide reste encore à prouver.

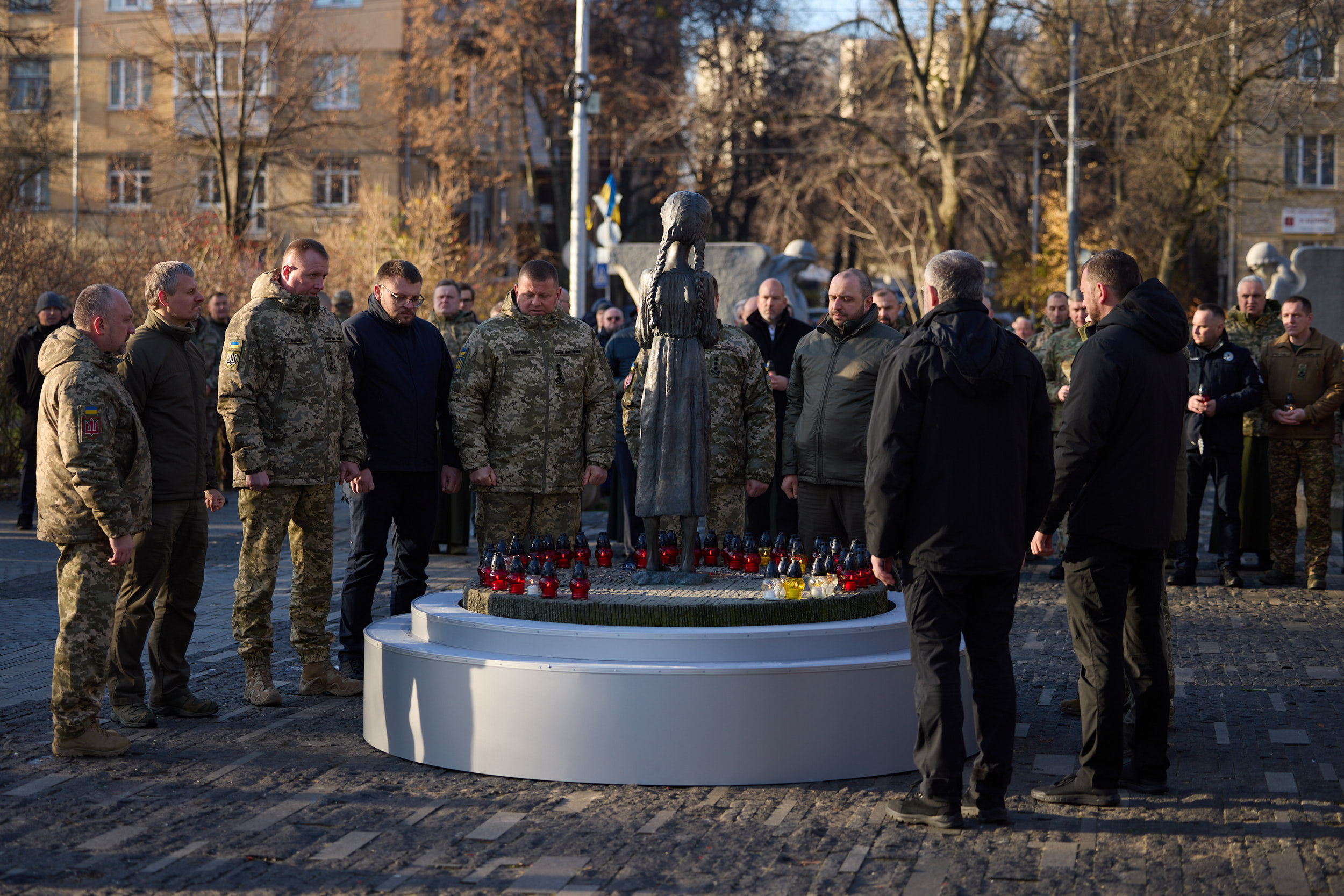
En 2023, le couple présidentiel allume les bougies devant la statue mémorielle avec Denys Chmyhal, des généraux : Serhiï Chaptala, Valeri Zaloujny...

## Galerie d'images

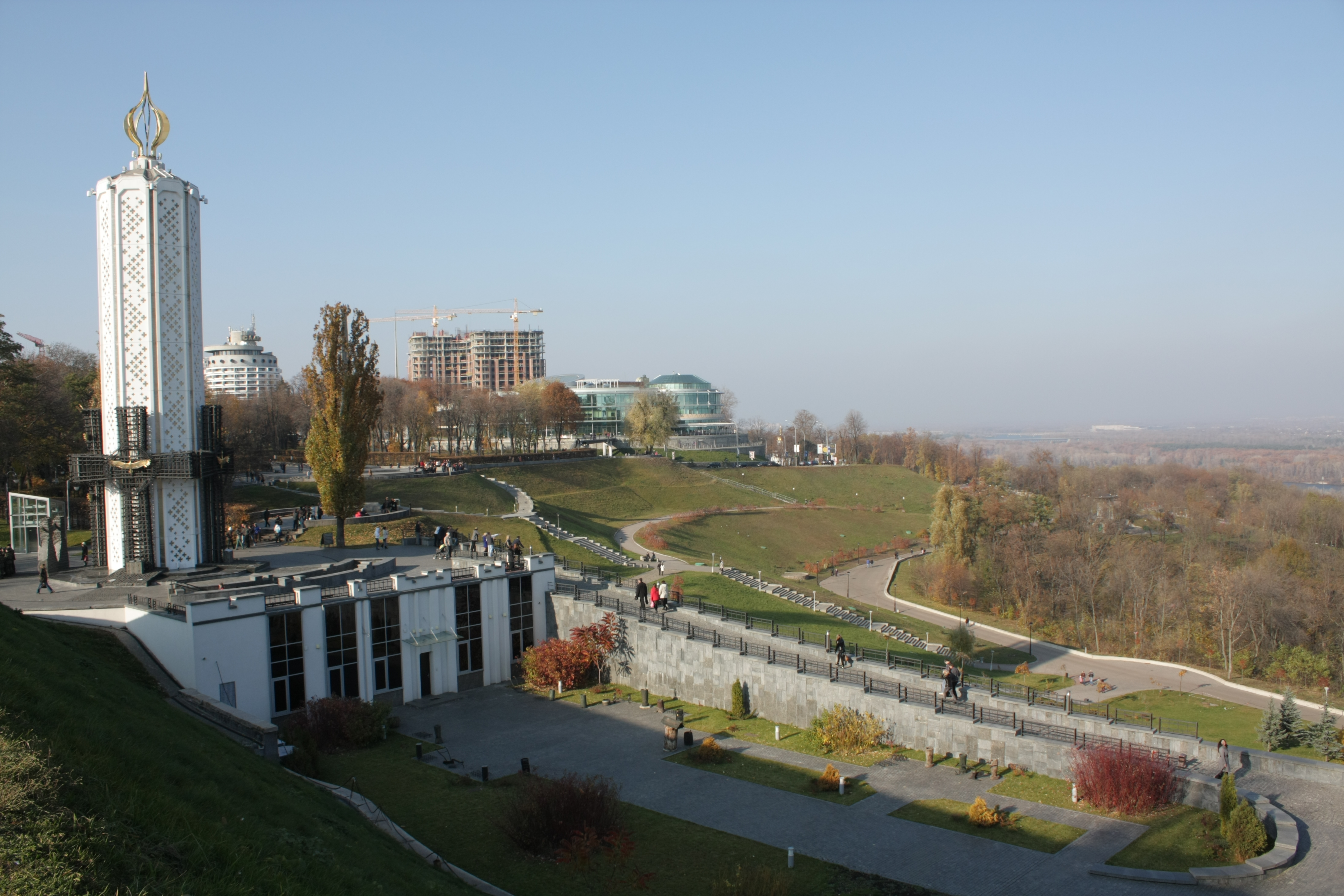
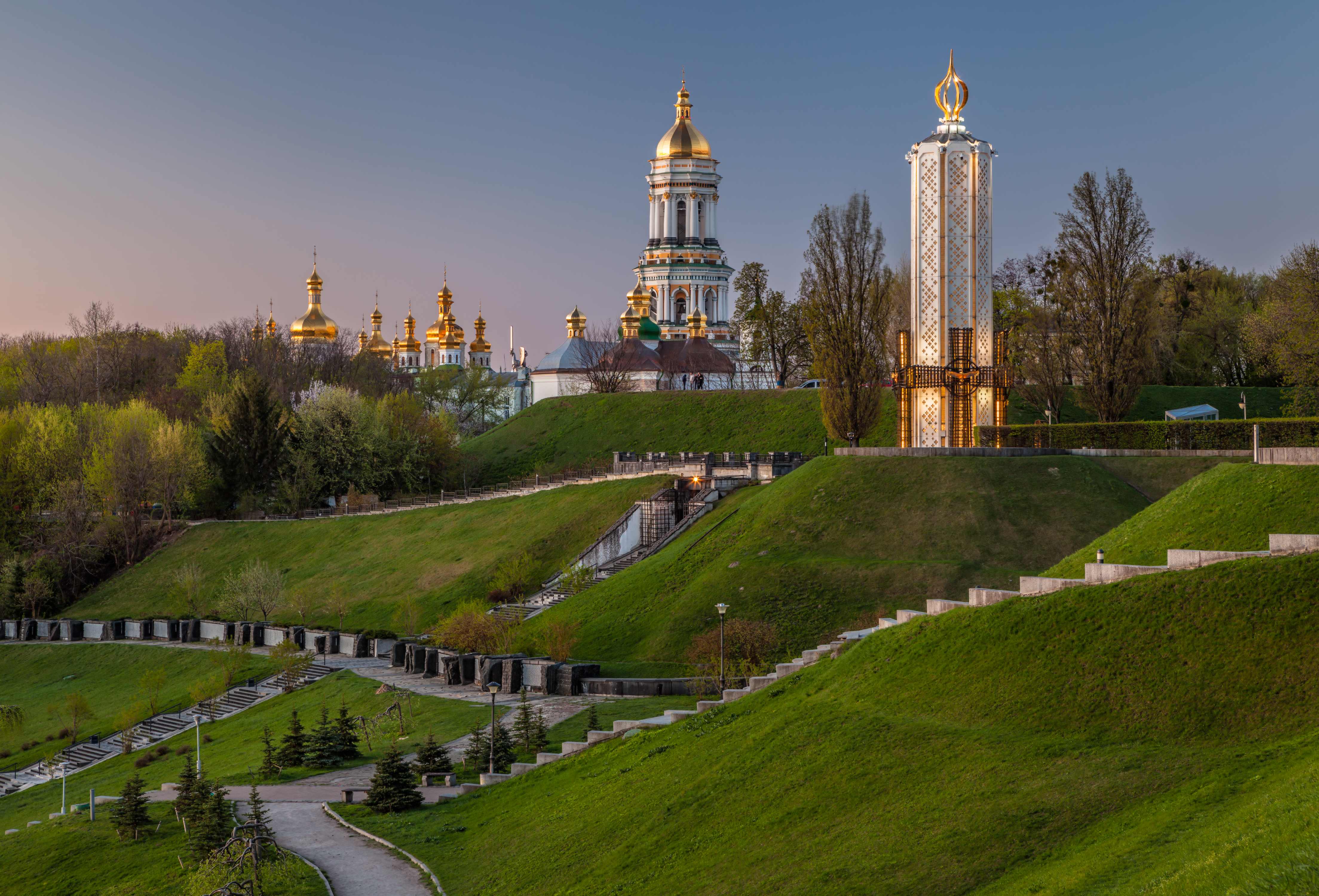
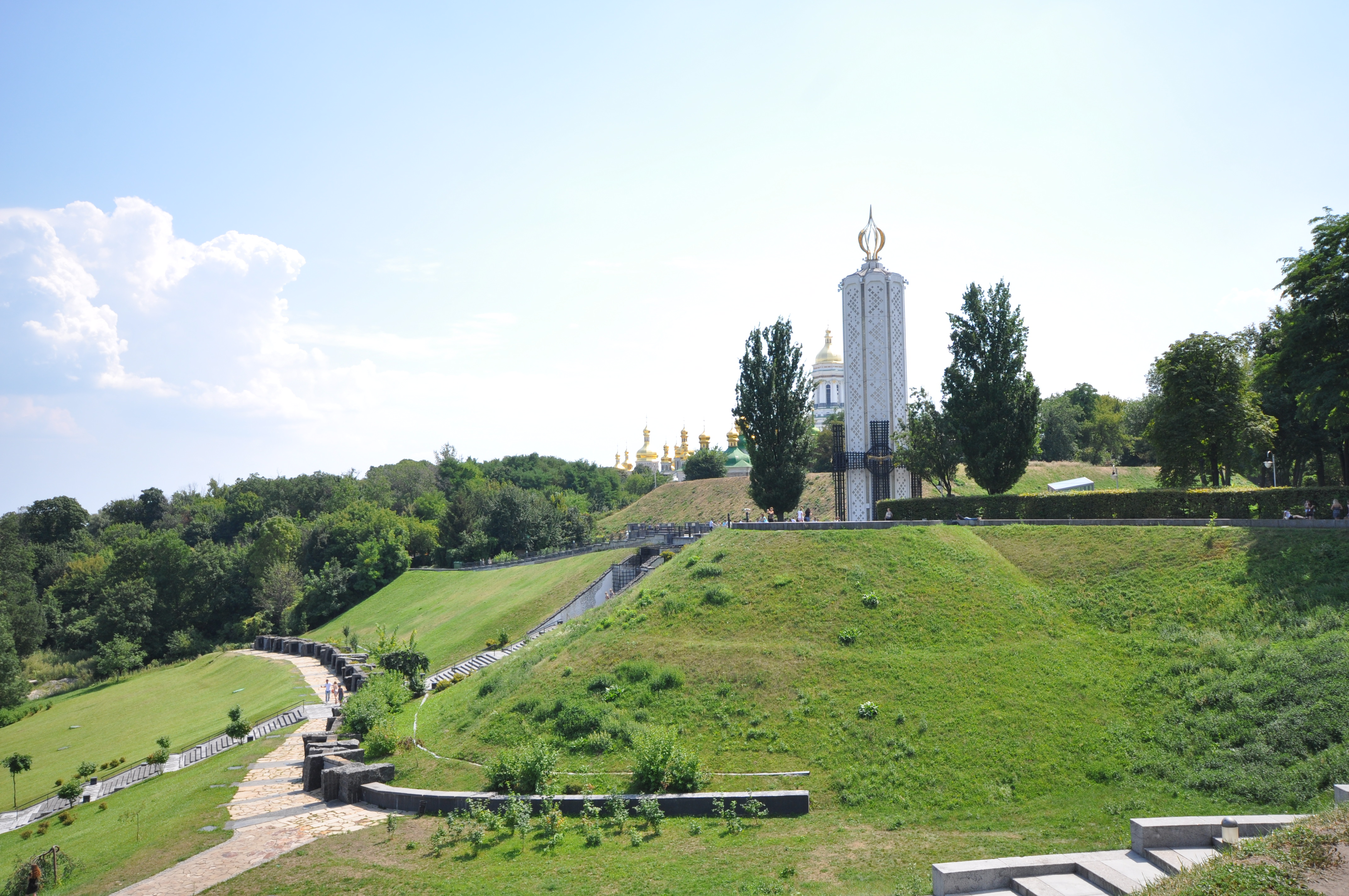
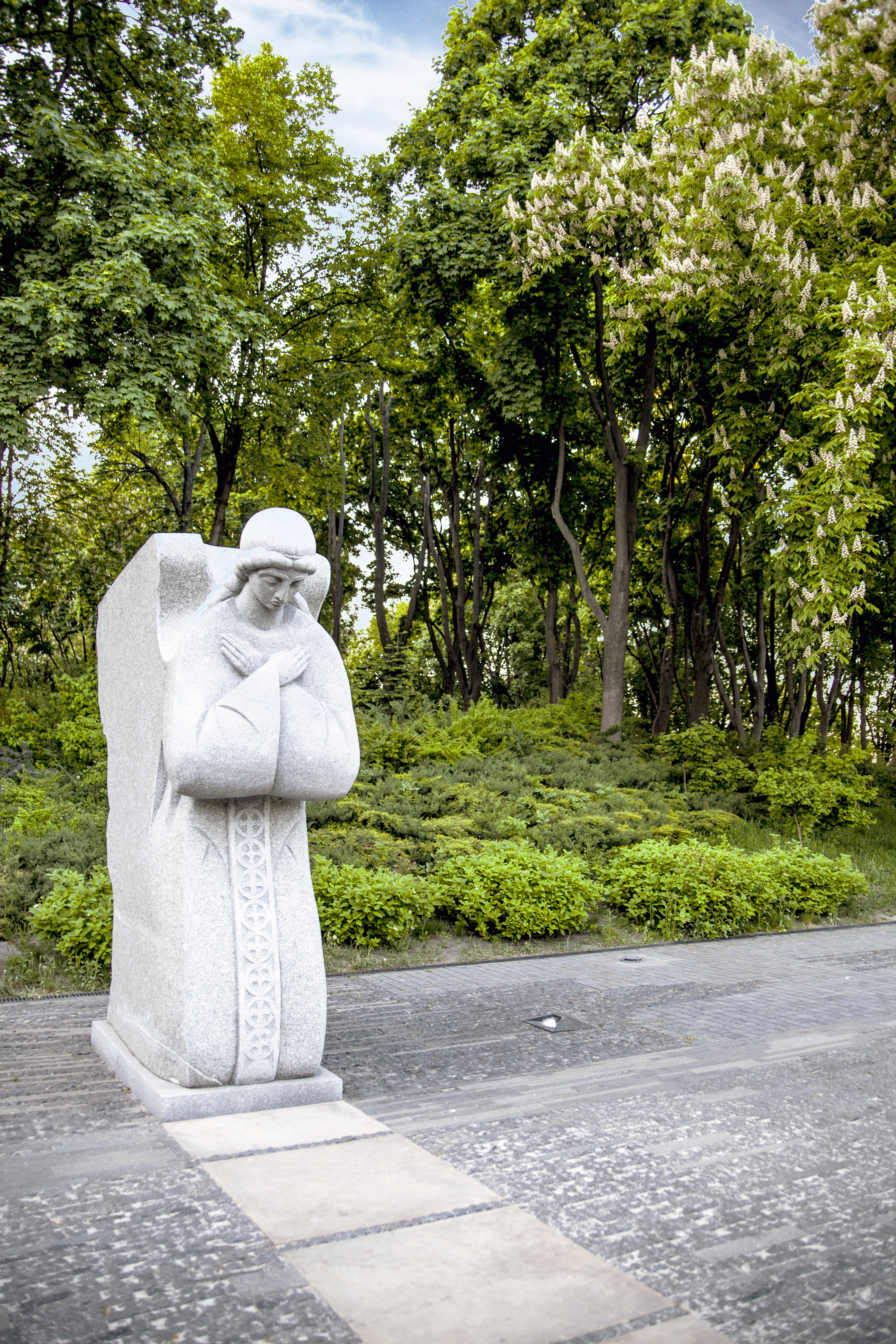
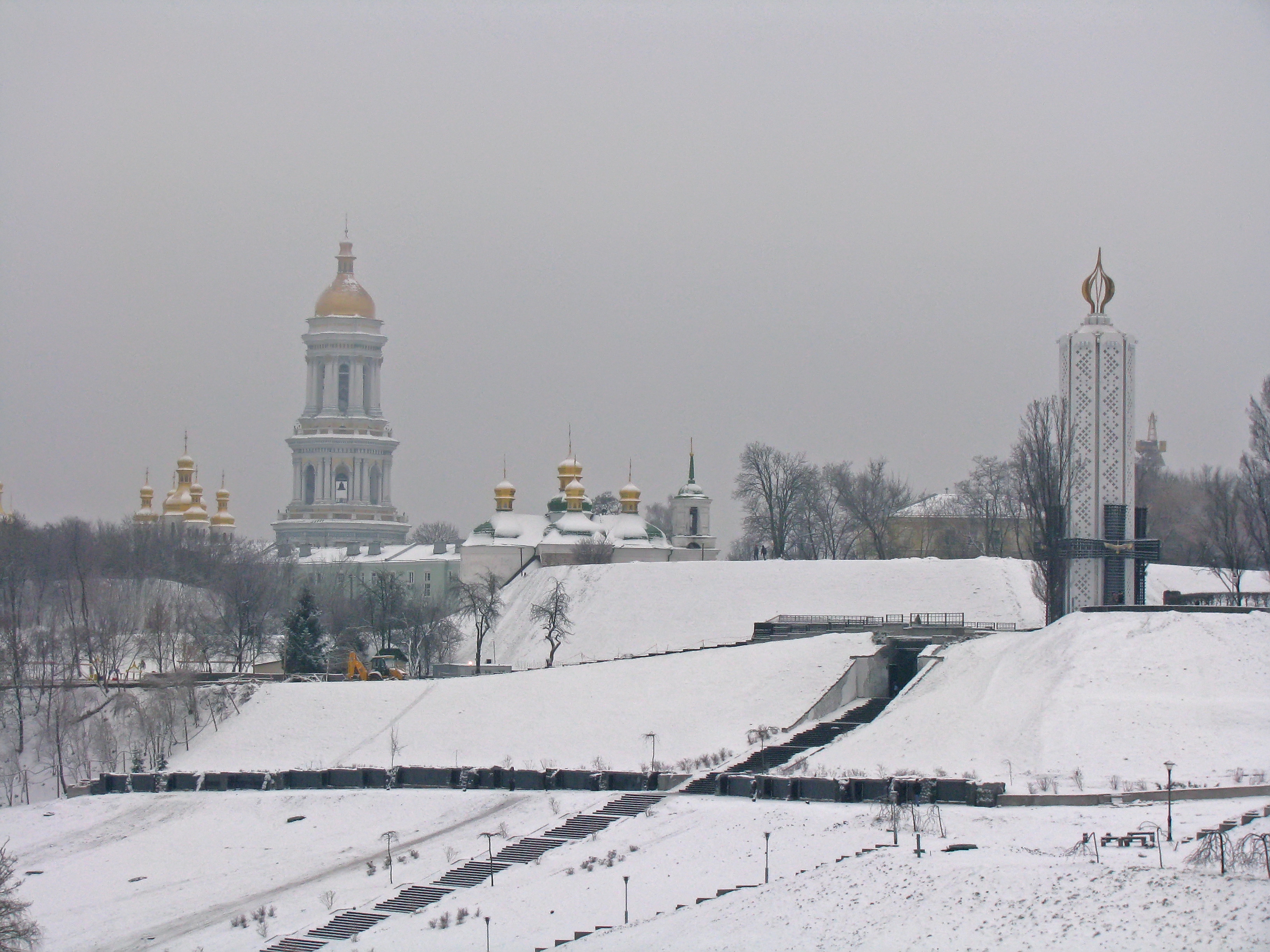
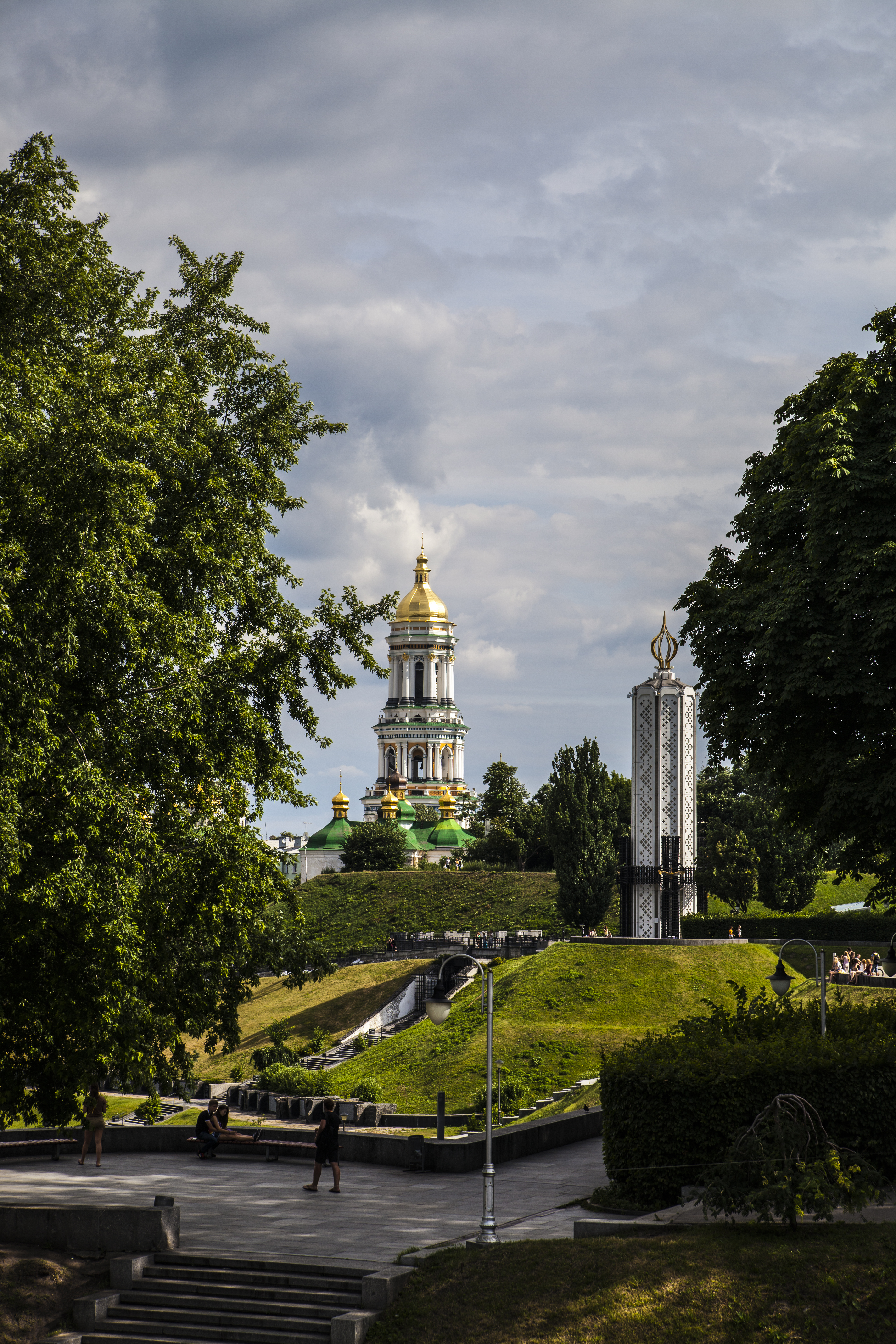
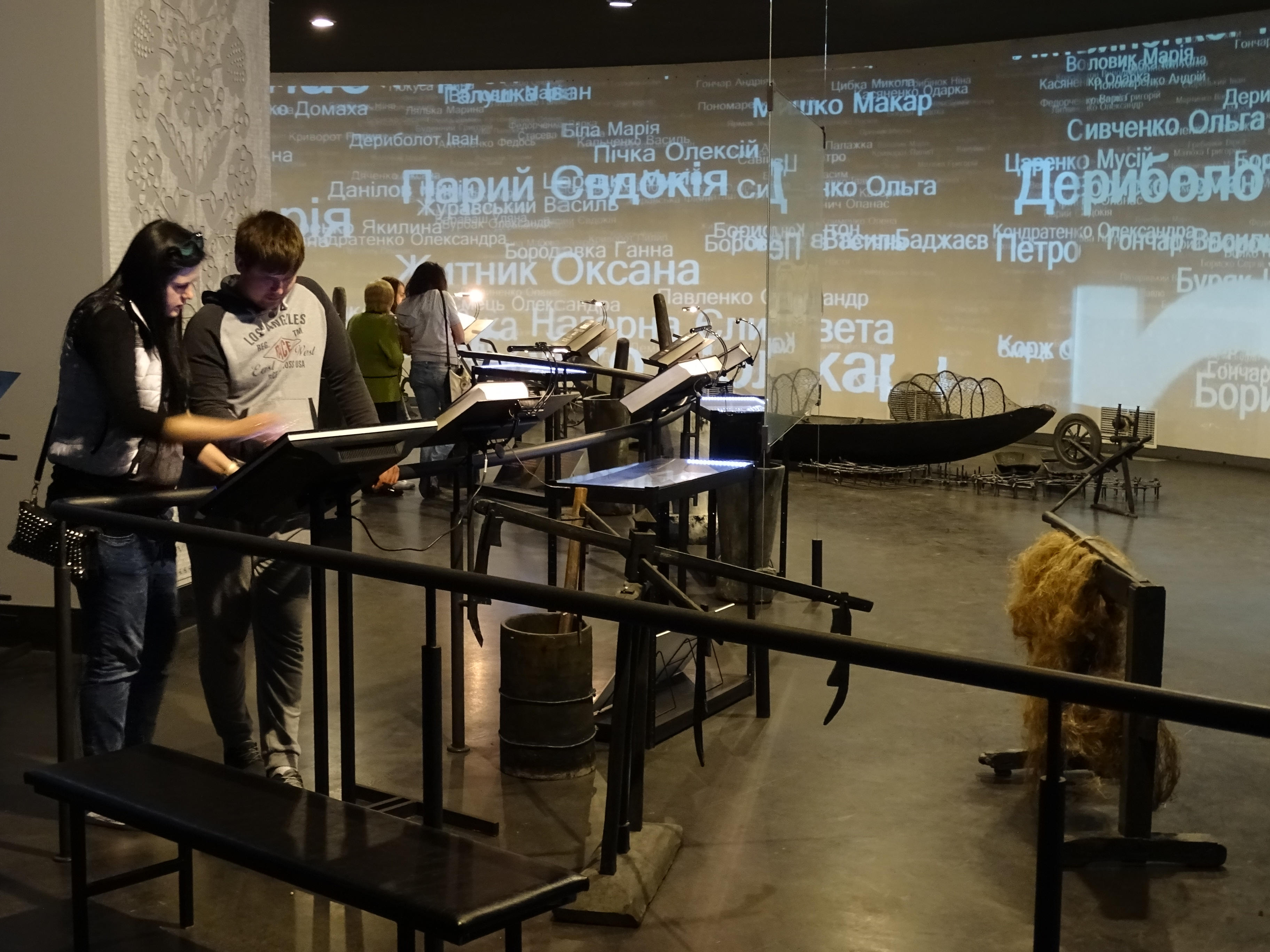
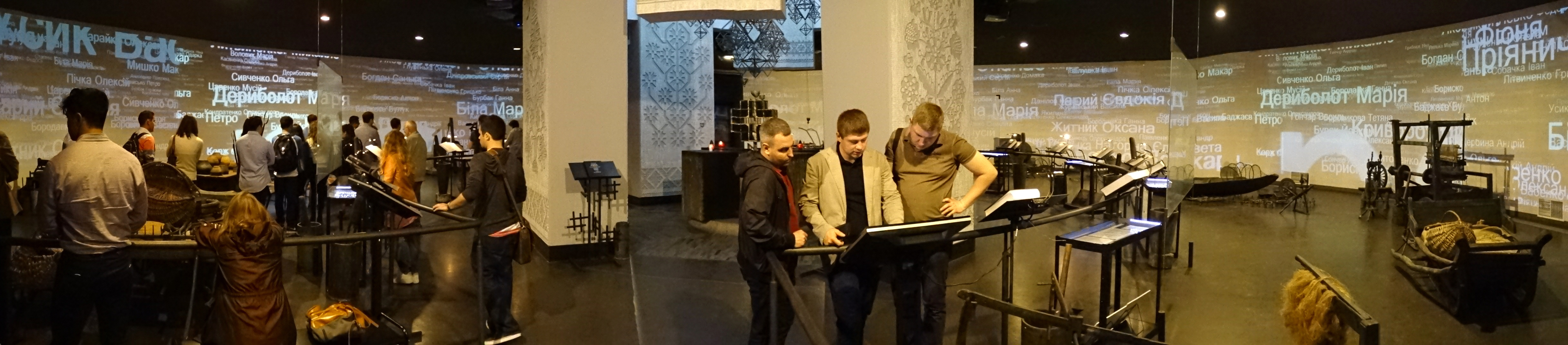